# Godefroid de Fontaines
Godefroid de Fontaines (v. 1250-1309), en latin Godefridus de Fontibus, est un philosophe et théologien scolastique, désigné par le titre de Doctor Venerandus (Docteur vénérable). Ses plus grandes contributions en philosophie ont été faites en métaphysique. Il fut également chanoine de la Cathédrale Notre-Dame-et-Saint-Lambert de Liège.

## Biographie
Godefroid de Fontaines est maître séculier à la faculté de théologie de l'université de Paris dans les dernières décennies du XIIIe siècle. Aux yeux des historiens de la scolastique, il passe pour opérer, comme Gilles de Rome ou Henri de Gand, la transition entre Thomas d'Aquin et Duns Scot. Sa formation a été marquée par l'étude d'Aristote et l'enseignement de Siger de Brabant, mais aussi par la condamnation, en 1277, de l'averroïsme latin. Godefroid s'oppose à Henri de Gand, de tendance augustinienne : proche de Thomas d'Aquin, il se situe dans la ligne de l'aristotélisme, avec plus ou moins d'influences averroïstes . Ses positions se dégagent essentiellement d'une collection de quodlibet, réponses à des questions d'ordre spéculatif ou pratique, qui peuvent prendre l'allure de petits traités.
Probablement né avant 1250 à Fontaines (dépendance d'Horion-Hozémont), près de Liège, Godefroid est mort après 1305 ou 1306, peut-être le 29 octobre 1309, et sans doute à Paris. Troisième fils de Barge, seigneur de Fontaines-les-Hozémont, ce cadet de l'une des plus grandes familles de la Principauté de Liège est destiné à la carrière ecclésiastique et pourvu à cet effet de nombreux bénéfices : prévôt de Saint-Séverin de Cologne, chanoine de Saint-Lambert et de Saint-Martin de Liège, chanoine de Paris et de Tournai.
Vers 1270, il arrive à Paris et s'inscrit à l'université, où il reçoit l'enseignement de maîtres prestigieux : Siger de Brabant, Boèce de Dacie, Henri de Gand, Gervais du Mont-Saint-Eloi, et probablement Thomas d'Aquin. En 1277, il est témoin des condamnations frappant 219 thèses de maîtres artiens, dont il critiquera plus tard les principaux censeurs, l'évêque de Paris Étienne Tempier et son successeur Simon de Bucy. Au terme d'un cursus qui l'a mené de la facultés des arts (philosophie) à la faculté de théologie, il obtient une chaire officielle de maître régent (= directeur d'étude) en théologie et devient membre du collège de Sorbonne, établissement destiné à héberger et former des étudiants en théologie, qui héritera, à sa mort, de l'essentiel de ses manuscrits et de sa riche bibliothèque. Outre des ouvrages d'auteurs divers, qu'il avait annotés, on a conservé les manuscrits de ses Quaestiones disputatae et de quinze quodlibeta, lesquels ont été prononcés deux fois par an, entre 1285 et 1297; sans oublier un Sermon pour le deuxième dimanche après l'Epiphanie (entre 1281 et 1283) et un intéressant recueil scolaire, contenant des notes de cours et probablement des œuvres de jeunesse. 
En 1292, Godefroid est chargé par le pape Nicolas IV d'enquêter sur le chancelier de l'université de Paris. En 1300, il est élu évêque par les chanoines de la cathédrale de Tournai mais doit renoncer à ses droits en faveur d'un certain Gui, fils du comte de Boulogne et d'Auvergne, familier du pape. En 1303, il devient membre d'une commission désignée par le chapitre cathédral de Liège, en vue de procéder par voie de compromis à l'élection de l'évêque. En effet, bien que la carrière de Godefroid se soit déroulée à Paris, il a conservé, toute sa vie durant, des attaches solides avec le diocèse et la ville de Liège, dont la constitution communale aurait imprimé à sa doctrine politique et sociale un cachet démocratique. Il a d'ailleurs joué un rôle dans l'affirmation politique du clergé liégeois, et aidé l'abbé du monastère de Saint-Jacques, Guillaume de Julémont, à réformer, en 1284, cette institution sise au centre de la ville. En outre, il semble que Godefroid ait manifesté un certain intérêt bienveillant à l'égard du phénomène des béguines. Ainsi, il aurait aidé Julienne de Cornillon à l'établissement de la solennité de la Fête-Dieu à Liège. Il a donné par écrit une approbation au Miroir des simples âmes de Marguerite Porete, béguine de Valenciennes, en recommandant toutefois que ce livre ne fût pas mis entre toutes les mains.

## Enseignement
La pensée de Godefroid s'inscrit dans le contexte des condamnations de 1277, dans le contraste entre l'aristotélisme enthousiaste de ses maîtres artiens et la critique de celui-ci par l'institution ecclésiale. Tout en prenant du recul par rapport à telle ou telle thèse qu'il juge hétérodoxe, Godefroid demeurera fidèle à la ligne intellectualiste tracée par un Siger de Brabant ou un Thomas d'Aquin, et refusera de trouver refuge dans les positions plus traditionnelles de l'augustinisme avicennisant, comme l'avait fait Henri de Gand. Fondé sur une érudition qui paraît avoir été phénoménale, ce courageux parti pris déterminera la plupart des décisions du maître, en métaphysique comme en théologie, et particulièrement dans sa philosophie sociale.  

### Métaphysique
En philosophie, Godefroid s'oppose à la tradition augustinienne, et cela se marque aussi bien en noétique, dans son rejet de l'illumination au profit de l'abstraction intellectuelle (dans laquelle l'essence intelligible de la chose à connaître joue un rôle prépondérant), qu'en psychologie, où il affirme, corrélativement à la passivité de l'intellect dans l'acte de connaissance, la passivité de la volonté dans l'acte de détermination. Pour Godefroid, la volonté est incapable de refuser le bien que l'intellect lui propose au terme de la délibération éthique, de sorte que la liberté humaine réside essentiellement dans l'acte du jugement pratique, à savoir dans la capacité intellectuelle de prendre du recul par rapport aux sollicitations extérieures. En cela, il s'oppose à Henri de Gand, partisan du volontarisme augustinien, pour qui la liberté réside dans la volonté, faculté souveraine et supérieure à l'intelligence.  
S'il s'aligne largement sur la métaphysique intellectualiste de Thomas d'Aquin, Godefroid nie cependant qu'il puisse y avoir une différence réelle entre l'être et l'essence, car l'être n'est pas une chose existant à part. Alors qu'Henri de Gand évoque une différentiation intentionnelle et Gilles de Rome une distinction relative, Godefroid affirme que l'être et l'essence constituent une seule et même réalité, mais qu'elles diffèrent dans leur façon de signifier; une manière de trancher la question qui annonce le terminisme du XIVe siècle. Autre débat de la scolastique : la théorie de la pluralité des formes substantielles. Godefroid s'avoue incapable de réfuter celle-ci, mais il lui préfère la solution thomiste de l'unité, pourvu, cependant, que le principe d'individuation ne soit ni la matière ni la forme, mais bien l'acte même d'exister; à l'appui de ce refus de l'hylémorphisme, il prend l'exemple des anges, substances spirituelles. Le fait est que si Godefroid a maintenu une position intellectualiste, il finit malgré tout par entériner l'impossibilité d'une synthèse viable entre la raison et la foi. En ce sens, il suit l'évolution générale de la pensée universitaire à la fin du XIIIe siècle.

### Théologie
Godefroid distingue soigneusement métaphysique et théologie. Tandis que la première est une science autonome qui définit par spéculation les conditions du bonheur terrestre, la seconde n'est pas une science au sens aristotélicien du terme, mais une discipline composite : à la fois spéculative, en tant qu'elle doit faire entrevoir, au moyen d'un discours rationnel, la vision béatifique promise pour l'au-delà; et pratique, en tant qu'elle concerne le quotidien des fidèles, orienté vers l'obtention de la vie céleste. Comme on le voit, idéal intellectualiste et salut chrétien sont ici soigneusement distingués. En effet, même si la métaphysique est capable d'établir, par le principe de causalité, l'existence et la présence de Dieu, elle ne peut en aucun cas susciter la foi, laquelle est définie comme une croyance qui se détermine par rapport à l'enseignement contenu dans l'Ecriture sainte, et ne peut donc être légitimée qu'au moyen du dogme et des textes. Dans ces conditions, le rôle du théologien consiste à faire savoir que le contenu de la foi se trouve bel et bien dans les écrits sacrés qu'il lit et interprète. Il y a là, de la part de Godefroid, le refus d'une rationalisation de la théologie, et ce refus porte, à terme, deux conséquences cruciales pour l'avenir de la pensée occidentale, puisqu'il libère les sciences (entendues comme un savoir issu des réalités sensibles ou des pratiques humaines) de l'emprise de la théologie, mais livre celle-ci à un certain dogmatisme et au règlement autoritaire des questions de foi. 
D'ailleurs, ce repli théologique s'observe par le nombre de questions purement pratiques envisagées dans les œuvres de Godefroid. Parmi ces questions, certaines concernent les préoccupations du clergé séculier face aux privilèges accordés aux ordres Mendiants : s'alignant sur l'attitude de Philippe le Chancelier, Godefroid se montre soucieux, tout comme Henri de Gand, de garantir les prérogatives des évêques et des curés de paroisse. Dans ce débat sur les états de perfection, il affirme la primauté de la contemplation (entendue comme union à la totalité) mais il valorise également les engagements actifs : vertu théologale, la charité doit donner forme à l'existence et se traduire dans le service du prochain. Plus globalement encore, cette conception dynamique de la vie chrétienne manifeste l'intérêt de Godefroid pour la réflexion sociale, et c'est probablement cette dernière qui constitue l'élément le plus actuel de sa pensée. 

### Philosophie sociale
À partir du milieu du XIIIe siècle, avec l'arrivée de la Politique d'Aristote, traduite par Guillaume de Moerbeke, certains universitaires tentent d'opérer une synthèse entre la morale sociale du philosophe grec et la doctrine chrétienne. Parmi ceux-ci, Siger de Brabant, dont Godefroid a suivi le cours sur ce sujet, en 1266, à la faculté des Arts. Mais aussi Thomas d'Aquin : passant en revue les régimes politiques présentés par Aristote, le Dominicain marque sa préférence pour la monarchie, il fait dépendre le bien commun de la décision d'un chef unique, et confie à la raison la prescription de lois au service du bien commun. Alors que les Aristotéliciens tendent à refuser la subordination de l'individu aux valeurs collectives, Henri de Gand consacre la prédominance du bien commun sur tout intérêt particulier. Face à ces extrêmes, Godefroid propose une formule plus nuancée : même si le bien commun n'est pas un objet particulier directement connaissable et désirable, qu'il ne dérive pas de la somme des intérêts particuliers et reste extérieur à chaque individu, ce dernier doit pourtant y référer son action, et ce en raison de l'existence d'une force immanente qui pousse les humains à se rassembler en société; dans cette perspective, le but de la loi consiste à ordonner rationnellement les actes particuliers en vue du bien commun. L'impulsion naturelle du regroupement sert en quelque sorte de fondement à la priorité ultérieure du bien commun; de même, c'est la communauté qui octroie un pouvoir légitime au gouvernant, après avoir participé tout entière à son élection. Godefroid se méfie de l'arbitraire du prince, tout autant que du principe de succession héréditaire : avec cette théorie de l'autorité consentie, il marque ses distances par rapport au monarchisme de Thomas d'Aquin, et offre plutôt en modèle une institution du clergé séculier : le chapitre des chanoines procédant à l'élection de l'évêque; plus particulièrement encore, il s'inspirerait ici de la petite république ecclésiastique que constituait la Principauté de Liège à son époque. Ainsi la doctrine de ce maître médiéval apparaît-elle porteuse d'une valeur centrale du monde contemporain : l'idéal démocratique.

## Œuvres
- Quodlibeta (1289), no 1 à 4 : Maurice de Wulf et A. Pelzer, Les quatre premiers Quodlibets de Godefroid de Fontaines, apud Les philosophes belges, t. II, Louvain, Peeters, 1904 ; no 5 à 7 : Maurice de Wulf et A. Pelzer, Les Quodlibets cinq, six et sept de Godefroid de Fontaines, apud Les philosophes belges, 1914, p. 148-172 ; no 8 à 10 : abbé J. Hoffmans, Les Quodlibets 8, 9 et 10 de Godefroid de Fontaines, apud Les philosophes belges, 1931 ; no 11 à 14 : J. Hoffmans, 1932-1935 ; no 15 : O. Lottin, Le Quodlibet XV et trois Questions ordinaires de Godefroid de Fontaines, apud Les philosophes belges, t. XV, 1937.
- Quaestiones disputatae, édition par Dom Odon Lottin, Psychologie et morale aux XIIe et XIIIe siècles, Duculot, 1960, et Recherches de théologie ancienne et médiévale, XXI, 1954.